# 엔베르 조카이
엔베르 조카이(알바니아어: Enver Gjokaj, 1980년 2월 12일 ~ )는 미국의 배우이다.